# The Underworld Story
The Underworld Story é um filme policial estadunidense de 1950 dirigido por Cy Endfield e estrelado por Dan Duryea, Herbert Marshall, Gale Storm, Howard Da Silva e Michael O'Shea. O filme é baseado no romance de Craig Rice, The Big Story, que, por sua vez é baseado em suas experiências pessoais como jornalista.

## Elenco
- Dan Duryea como Mike Reese
- Herbert Marshall como E.J. Stanton
- Gale Storm como Catherine Harris
- Howard Da Silva como Carl Durham
- Michael O'Shea como promotor público Ralph Munsey
- Mary Anderson como Molly Rankin
- Gar Moore como Clark Stanton
- Melville Cooper como Maj. Redford
- Frieda Inescort como Sra. Eldridge
- Art Baker como Tenente Tilton
- Harry Shannon como George "Parky" Parker
- Alan Hale Jr. como Shaeffer
- Stephen Dunne como Chuck Lee
- Roland Winters como Stanley Becker
- Sue England como Helen
- Lewis L. Russell como Calvin
- Frances Chaney como Grace
- Stanley Blystone como Policial (sem créditos)
- Jack Mower como pai de Diane Stewart (sem créditos)
- Edward Van Sloan como Ministro no Funeral (sem créditos)

## Recepção
O crítico de cinema do New York Times, Bosley Crowther, criticou o filme. Ele escreveu: "É tão mal feito, tão aleatório e tão cheio de buracos detectáveis que não causa impacto ou convicção, independentemente da credibilidade. O Sr. Chester e seus associados são livres para proclamar, se quiserem, que os jornalistas não são bom. Pensamos o mesmo de seu filme".